# South Park (sæson 14)
Den Fjortende sæson af South Park, en amerikansk animeret tv-komedie serie, blev oprindeligt vist i USA på Comedy Central mellem den 17. marts og 17. november 2010. Sæsonen blev styret af seriens skabere Trey Parker og Matt Stone, der også fungerede som executive producere sammen med Anne Garefino. Sæsonen fortsatte med at fokuserer på protagonisterne Stan, Kyle, Cartman, Kenny og Butters i den fiktive bjergby South Park i Colorado. 
Sæsonen var den anden af tre nye sæsoner Parker og Stone gik med til at producerer for netværket under en ny aftale. Den består af fjorten 22-minutter lange afsnit, der blev sendt i to grupper af syv afsnit, adskilt af en pause på seks måneder. Parker og Stone fortsatte den praksis de havde fulgt de forudgående sæsoner, og skrev og producerede hvert afsnit inden for en uge af den oprindelige udsendelsesdato. 
Sæsonen lavede grin med forskellige emner, heriblandt legaliseringen af medicinsk marijuana og 'Olispildet på Deepwater Horizon'. Sæsonen lavede også grin med forskellige kulturelle milepæle, så som The Catcher in the Rye, Tron, Facebook, Jersey Shore, Hoarders og Inception. Parodieringen af kendte, en South Park tradition, fortsatte i fjortende sæson, med afbildninger af Tiger Woods, Kim, Kourtney og Khloé Kardashian, Sarah Jessica Parker og brugen af hele afsnittene "200" og "201" til kendte der sagsøger byen South Park for æreskrænkelse. Den originale udsendelse af "200" og "201" var censureret fra at vise afbildninger af den muslimsk profet Muhammed, for at beskytte mod trusler fra radikale islamistiske ekstremister, hvilket medførte en stærk kritik af Comedy Central
Den fjortende sæson modtog blandede anmeldelser, hvor nogle kritikkere kaldte det en vigtig sæson i seriens historie, mens andre så den som værende progressivt svag og forslidt. Sæsonen fastholdte den gennemsnitlige Nielsen rating i seertal for serien, på omkring tre millioner seere på afsnit, med en mindre nedgang i sidste halvdel af sæsonen. Afsnittene "200" og "201" blev nomineret til en Emmy Award i 2010 for bedste animeret program på under en time.

## Afsnit
| Serie # | Sæson # | Titel                               | Instruktør  | Forfatter(e) | Original sendedato | Seere i USA    |
| 196 | 1       | "Sexual Healing"                    | Trey Parker | Trey Parker  | 17. marts 2010     | 3,74 millioner |
| |         |                                     |             |              |                    |                |
| 197 | 2       | "The Tale of Scrotie McBoogerballs" | Trey Parker | Trey Parker  | 24. marts 2010     | 3,24 millioner |
| |         |                                     |             |              |                    |                |
| 198 | 3       | "Medicinal Fried Chicken"           | Trey Parker | Trey Parker  | 31. marts 2010     | 2,99 millioner |
| |         |                                     |             |              |                    |                |
| 199 | 4       | "You Have 0 Friends"                | Trey Parker | Trey Parker  | 7. april 2010      | 3,07 millioner |
| |         |                                     |             |              |                    |                |
| 200 | 5       | "200"                               | Trey Parker | Trey Parker  | 14. april 2010     | 3,33 millioner |
| Mens de er på en udflugt med skolen til en fudge-fabrik, kommer Stan uheldigvis til at fornærme Tom Cruise igen ved at kalde ham ”fudge packer” (bøsse). Cruise samler derfor 200 andre kendte der er blevet lavet grin med i byen South Park, for at lave et gruppesøgsmål mod byen. Efter at være blevet kaldt ind på rektorens kontor, vender Stan tilbage til fabrikken med sin far, for at sige undskyld og overbevise Cruise om at han skal droppe søgsmålet. En vred Cruise går med til dette, men kun hvis de kan hjælpe Cruise med at møde Muhammed. Dette skabere et oprør i byen, da folk i byen frygter at radikale muslimer vil bombe byen, hvis de tvinger Muhammed til at vise sig offentligt i byen. Mens Stan og Kyle tager til Super Best Friends for at få hjælp, bliver det offentliggjort at Cruise og de andre kendte kun vil have Muhammed for hans ”goo”, der vil gøre dem immune overfor latterliggørelse. . |         |                                     |             |              |                    |                |
| 201 | 6       | "201"                               | Trey Parker | Trey Parker  | 21. april 2010     | 3,50 millioner |
| Det er en spændt situation der er i South Park, da Muhammed bliver en brik i spillet om at redde byen. Ginger-børnene truer med at destruere byen hvis Stan og Kyle ikke giver dem Profeten og de kendte har mødt vold med vold, da de har sluppet Mecha Streisand løs. Mens alt dette foregår, er det alle egentlig vil vide, hvem Eric Cartmans far egentlig er? |         |                                     |             |              |                    |                |
| 202 | 7       | ""Crippled Summer"                  | Trey Parker | Trey Parker  | 28. april 2010     | 3,55 millioner |
| |         |                                     |             |              |                    |                |
| 203 | 8       | ""Poor and Stupid"                  | Trey Parker | Trey Parker  | 6. oktober 2010    | 3,14 millioner |
| |         |                                     |             |              |                    |                |
| 204 | 9       | "It's a Jersey Thing"               | Trey Parker | Trey Parker  | 13. oktober 2010   | 3,25 millioner |
| |         |                                     |             |              |                    |                |
| 205 | 10      | "Insheeption"                       | Trey Parker | Trey Parker  | 20. oktober 2010   | 2,89 millioner |
| |         |                                     |             |              |                    |                |
| 206 | 11      | "Coon 2: Hindsight (Del 1)"         | Trey Parker | Trey Parker  | 27. oktober 2010   | 2.76 millioner |
| |         |                                     |             |              |                    |                |
| 207 | 12      | "Mysterion Rises (Del 2)"           | Trey Parker | Trey Parker  | 3. november 2010   | 2,85 millioner |
| |         |                                     |             |              |                    |                |
| 208 | 13      | '"Coon vs. Coon and Friends'"       | Trey Parker | Trey Parker  | 12. november 2010  | 2,79 millioner |
| |         |                                     |             |              |                    |                |
| 209 | 14      | "Crème Fraiche"                     | Trey Parker | Trey Parker  | 17. november 2010  | 2,49 millioner |
| Randy bliver besat af mad takket være Food Network. Dette giver negative konsekvenser, da hans familie lider under det. I mellemtiden har Sharon bestilt en Shake Weight, og drengene prøver på at stoppe Randy (og en del kendte kokke) fra at overrende skolens cafeteria. |         |                                     |             |              |                    |                |

## Eksterne links
- South Park Studios – officielle website med video streaming af hele afsnit.